# Gustav Kálnoky
El Conde Gustav Siegmund Kálnoky (en húngaro: gróf Kálnoky Gusztáv Zsigmond; 29 de diciembre de 1832 - 13 de febrero de 1898) fue un diplomático y estadista austrohúngaro.

## Biografía
Kálnoky nació en Letovice (Lettowitz), Moravia, de una antigua familia transilvana que tenía el rango comital en Hungría desde el siglo XVII. Después de pasar algunos años en un regimiento de húsares, en 1854 entró en el servicio diplomático sin abandonar su conexión con el ejército, en el que alcanzó el rango de general en 1879. Fue durante diez años (1860-1870) secretario de la embajada en Londres, y después, después de servir en Roma y Copenhague, fue designado en 1880 embajador en San Petersburgo. Su éxito en Rusia le procuró, a la muerte del Barón Heinrich Karl von Haymerle en 1881, ser elegido ministro de asuntos exteriores de Austria-Hungría, un puesto que ocupó durante catorce años.
Esencialmente un diplomático, participó poco o nada en los turbulentos asuntos internos de la Monarquía Dual, y apareció poco en público excepto en el discurso anual sobre asuntos exteriores ante las Delegaciones. Su gestión de los asuntos de su departamento fue, no obstante, muy exitoso; confirmó y mantuvo la alianza con Alemania, que había sido formada por sus predecesores, y cooperó con Bismarck en los acuerdo por los cuales Italia se unió a la alianza. La influencia especial de Kálnoky fue observada en la mejora de las relaciones austriacas con Rusia, tras la reunión de los tres emperadores en septiembre de 1884 en Skierniewice, en la que estuvo presente. Su política rusófila causó cierta crítica adversa en Hungría. Su amistad con Rusia no impidió, sin embargo, que fortaleciera la posición de Austria frente a Rusia en la península de los Balcanes con el establecimiento de un entendimiento político y comercial más estrecho con Serbia y Rumania. En 1885 interfirió después de la batalla de Slivnitsa para detener el avance de los búlgaros sobre Belgrado, pero perdió influencia en Serbia después de la abdicación del rey Milan.
Aunque se mantuvo apartado del partico Clerical, Kálnoky era un sólido Católico; y su simpatía por las dificultades de la Iglesia provocó comentarios adversos en Italia, cuando en 1891 afirmó en un discurso ante las Delegaciones que la cuestión de la posición del Papa era todavía inestable. Después explicó que esto no se refería a la cuestión romana, que estaba permanentemente resuelta, sino a la posibilidad de que el Papa abandonara Roma. La envidia que sentían en Hungría contra los Ultramontanos llevó a su caída. En 1895 un caso de interferencia clerical en los asuntos internos de Hungría por el nuncio Antonio Agliardi despertó una fuerte protesta en el parlamento húngaro, y diferencias consecuentes entre Dezső Bánffy, el ministro húngaro, y el ministro de asuntos exteriores llevó a la dimisión de Kálnoky. Murió en Brodek u Prostějova (Prödlitz).
Fue reconocido con la orden serbia de la Cruz de Takovo.